# Las Palmas Huitepec 3ra. Sección
Las Palmas Huitepec 3ra. Sección är en ort i Mexiko.   Den ligger i kommunen San Cristobal De Casas och delstaten Chiapas, i den sydöstra delen av landet, 700 km öster om huvudstaden Mexico City. Las Palmas Huitepec 3ra. Sección ligger 2 396 meter över havet och antalet invånare är 269.
Terrängen runt Las Palmas Huitepec 3ra. Sección är kuperad åt nordost, men åt sydväst är den bergig. Runt Las Palmas Huitepec 3ra. Sección är det tätbefolkat, med 459 invånare per kvadratkilometer. Närmaste större samhälle är San Cristóbal de las Casas, 5,1 km öster om Las Palmas Huitepec 3ra. Sección. Omgivningarna runt Las Palmas Huitepec 3ra. Sección är en mosaik av jordbruksmark och naturlig växtlighet.